# Instrumentatie
Instrumentatie is het zodanig toekennen van muziekinstrumenten aan een partij van een compositie of ook het zodanig bewerken van een partij voor een instrument dat deze goed speelbaar is op dat instrument. Instrumentatie hangt vaak nauw samen met orkestratie, waar soortgelijke overwegingen gelden. 
Bij instrumentatie voor een kleine groep instrumenten of een solo-instrument, kan ook overwogen worden op een andere toonsoort over te gaan (transponeren).
Het idee achter instrumentatie is onspeelbare, onnodig moeilijke of slecht klinkende muziek te vermijden door keuze van een geschikt instrument, of door aanpassing van de partij, bijvoorbeeld de ligging (octaveren). Als een partij toch moeilijk speelbaar is, moet dat wel opwegen tegen het te bereiken effect.
De eerste componist die instrumentatie en orkestratie tot zelfstandige kunst verhief en de mogelijkheden sterk uitbreidde, was Hector Berlioz (Symphonie fantastique). Als uitzonderlijke goede instrumentators stonden onder meer Maurice Ravel, Claude Debussy en Richard Strauss bekend. Componisten als Frederik Chopin (piano) en Paganini (viool) schreven vooral voor hun eigen instrument en waren uiterst bedreven in de instrumentatie daarvan.
De kunst van een goede instrumentatie hangt ook nauw samen met de diverse functie(s) die de gekozen instrumenten in een bepaald muziekwerk gaan vervullen. Zo kan door een goede instrumentatie ook een goede klankbalans of dynamiek worden verkregen, of een 'kleur' of sfeer worden opgeroepen. Bij symfonische werken achten componisten het doorgaans van belang om in hun instrumentatie om ook de onderlinge verhouding tussen de aantallen instrumenten van de diverse instrumentgroepen goed op elkaar af te stemmen, zodat bijvoorbeeld het aantal strijkers in een goede verhouding staat tot het aantal blazers. 